# غرو (حومة بم)
غرو (بالفارسية: گرو) هي قرية تقع في إيران في منطقة مركزية ريفية.